# Cyclopoapseudes diceneon
Cyclopoapseudes diceneon är en kräftdjursart som beskrevs av Gardiner 1973. Cyclopoapseudes diceneon ingår i släktet Cyclopoapseudes och familjen Metapseudidae. Inga underarter finns listade i Catalogue of Life.